# ストーリー郡 (アイオワ州)
ストーリー郡（英: Story County）は、アメリカ合衆国アイオワ州中央部にある郡。人口は9万8537人（2020年）。郡庁所在地はネベイダであり、同郡で人口最大の都市はエイムズである。エイムズ市にはアイオワ州立大学がある。
ストーリー郡はその全体でエイムズ都市圏を構成しており、さらに隣接するブーン小都市圏と共に、デモイン・エイムズ・ウェストデモイン広域都市圏に属している。

## 歴史

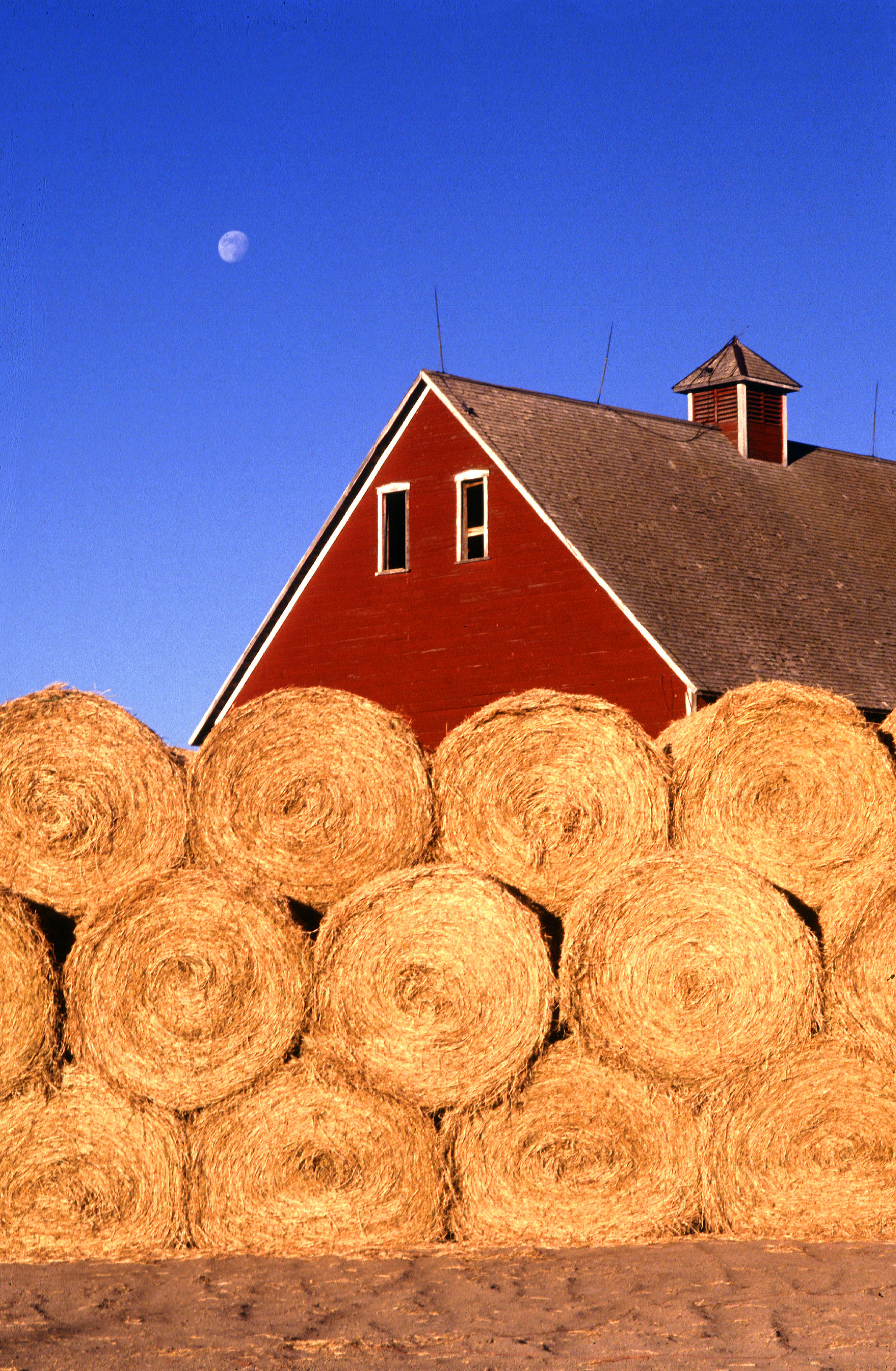
ストーリー郡エイムズ市近くの農園にある干草の俵

現在ストーリー郡となっている地域は元々プレーリーであり、大きな河川に沿った地域のみ低木の林があった。1846年、ストーリー郡が設立された。広さは576平方マイル (1,490 km2)であり、矩形をしている。
郡名は著名なアメリカ合衆国最高裁判所判事だったジョセフ・ストーリーに因み、1853年に名付けられた。
ストーリー郡初期の開拓者は主に、インディアナ州、ニューヨーク州、ペンシルベニア州から移ってきていた。後に多くのノルウェー人、ドイツ人、オランダ人が直接この地域に入ってきた。人口が最初に大きく増加したのは1850年代だった。1850年の国勢調査にストーリー郡は入っていなかったが、アイオワ州が出した数字では1852年に214人となっていた。これが1860年までに4,501人まで増加した。
アイオワ州議会から3人の郡庁所在地選定委員が指名され、1853年6月27日、ネバダ（アイオワ州では「ナベイダ」Nuh-VAY-Dahと発音される）の土地を選定した。ネバダという言葉はカリフォルニア州のシエラネバダ山脈から採られた。中西部にある多くの町、都市、および郡と同様に、新しく探検された西部や1840年代後半にあった米墨戦争の良く知られた地名から、この時期のアイオワ州でも地名に採用することが多かった。
西部と同様にストーリー郡でも鉄道の建設が他の何よりも大きな発展要因となった。最初の鉄道は1864年に開通した。鉄道は町の場所を決める決定的な要因にもなったので、郡内の幾つかの町は鉄道の近くに移転した。繁栄していた町でも、鉄道が通らなければ間もなく消失した。ネバダの町は長く郡内の人口中心だったが、エイムズの町は東西南北に伸びる鉄道の中継点だったので、広く知られる町に成長した。
ストーリー郡の歴史では前後5代の郡庁舎が使われた。初代郡庁舎は二階建て木枠の建物であり、1856年に建てられたが、1863年の火事で消失した。2代目も同じような建物だった。それから間もなく、新しい郡庁舎の計画が立てられ、1877年に完成した。この三階建ての建物は町の広場にあった。この建物には塔があり、学校の児童達が上って景色を眺めることができたが、その後安全上の理由から取り外された。1967年にポストモダンの建物が建設され、1968年5月18日に落成した。今日ある郡庁舎には郡政委員会、監査官、財務官、記録官、評価官、情報管理部、施設管理部、健康・計画・開発部の事務所が入っている。南北戦争時代の大砲が前庭芝生に置いてある。ストーリー郡ジャスティスセンターは郡施設に最近付加されたものである。2002年に開設され、郡政府の司法と法の執行を管轄している。ストーリー郡保安官事務所と裁判所事務部がこの建物に入っている 。

## 地理
アメリカ合衆国国勢調査局に拠れば、郡域全面積は573.70平方マイル (1,485.9 km2)であり、このうち陸地572.86平方マイル (1,483.7 km2)、水域は0.84平方マイル (2.2 km2)で水域率は0.15％である。

### 隣接する郡
- ハミルトン郡 - 北西
- ハーディン郡 - 北東
- マーシャル郡 - 東
- ジャスパー郡 - 南東
- ポーク郡 - 南
- ブーン郡 - 西

## 交通

### 主要高規格道路
郡内を次の幹線道路が通っている
- 州間高速道路35号線
- アメリカ国道30号線
- アメリカ国道65号線
- アメリカ国道69号線
- アイオワ州道210号線
- アイオワ州道330号線

### 空港
郡内エイムズ市の南側、アメリカ国道30号線の直ぐ南にエイムズ市民空港がある。デモイン市南にあるデモイン国際空港は郡内から30ないし60マイル (50 - 100 km) の位置にある。

### 鉄道
郡内を3本の鉄道が走っており、すべてユニオン・パシフィック鉄道が管理し、1編成143トンまでの列車運行が認められている。郡内を東西に走るのがオーバーランド線であり、シカゴからカリフォルニア州オークランドを繋いでいる。コロ、ネバダ、エイムズに停車する。南北に走るのがスパイン線であり、ミネソタ州ミネアポリスからミズーリ州カンザスシティを繋いでいる。この沿線ではマッコールズバーグ、ネバダ、ケンブリッジに停車駅がある。3本目の鉄道線はエイムズが終着駅であり、ギルバートとストーリーシティを繋いでいる。

## 人口動態

### 2010年国勢調査
以下は2010年国勢調査による人口統計データである。
| 基礎データ - 人口: 89,542人（2000年からは12％の増加） - 18歳以下: 17.8％ - 65歳以上: 10％ - 高校卒: 95.1％ - 大卒以上: 45.4％ - 平均通勤時間: 16.6分（16歳以上、2005年-2009年） | 労働力 - 郡内で働く労働人口: 45,010 人 - 居住地による内訳 - ストーリー郡: 81.5％ - ブーン郡: 6.8％ - ポーク郡: 4.2％ - ハミルトン郡: 2.1％ - ハーディン郡: 1.2％ - マーシャル郡: 1.1％ - 郡内で居住する労働人口: 43,839 人 - 郡内就業率: 83.7％ 世帯 - 年間収入の中央値: 48,165米ドル - 平均構成人数: 2.41人 - 人口1人あたり年間収入: 24,202米ドル（2005年-2009年） |

### 2000年国勢調査

2000人口ピラミッド

以下は2000年国勢調査による人口統計データである。
| 基礎データ - 人口: 79,981人 - 世帯数: 29,383 世帯 - 家族数: 17,042 家族 - 人口密度: 54人/km2（140人/mi2） - 住居数: 30,630軒 - 住居密度: 21軒/km2（54軒/mi2） 人種別人口構成 - 白人: 91.14% - アフリカン・アメリカン: 1.83% - ネイティブ・アメリカン: 0.16% - アジア人: 5.10% - 太平洋諸島系: 0.03% - その他の人種: 0.60% - 混血: 1.14% - ヒスパニック・ラテン系: 1.55% 年齢別人口構成 - 18歳未満: 19.1% - 18-24歳: 28.3% - 25-44歳: 25.5% - 45-64歳: 17.3% - 65歳以上: 9.8% - 年齢の中央値: 26歳 - 性比（女性100人あたり男性の人口） - 総人口: 104.6 - 18歳以上: 104.4 | 世帯と家族（対世帯数） - 18歳未満の子供がいる: 27.3% - 結婚・同居している夫婦: 49.6% - 未婚・離婚・死別女性が世帯主: 5.9% - 非家族世帯: 42.0% - 単身世帯: 26.7% - 65歳以上の老人1人暮らし: 7.6% - 平均構成人数 - 世帯: 2.39人 - 家族: 2.94人 収入と家計 - 収入の中央値 - 世帯: 40,442米ドル - 家族: 55,472米ドル - 性別 - 男性: 36,756米ドル - 女性: 26,941米ドル - 人口1人あたり収入: 19,949米ドル - 貧困線以下 - 対人口: 14.1% - 対家族数: 5.5% - 18歳未満: 6.8% - 65歳以上: 4.3% |

### 労働力
| 潜在的労働力 - 総数: 424,702 人 - 雇用者: 75.3% - 非雇用者: 8.37% - 家業従事者: 7.8% - 退職者: 8.2% 流動的労働力 - 総数: 106,383 人（潜在的労働力の25％） - 雇用者: 87.6% - 非雇用者: 3% - 家業従事者: 5.2% - 退職者: 4.2% | 失業者 再就職を望む者 - 平均年齢: 45歳 - 男性: 50% - 女性: 50% - 高校卒以上の学歴: 67.5% 賃金 - 求職者の上位66-75%が望む時給: 10ドル-10.44ドル - 最低賃金: 10ドル 通勤距離 - 求職者の望む平均通勤距離: 24マイル (38 km) |

## 警察組織
郡内の主要警察組織はストーリー郡保安官事務所である。その他にエイムズ市、アイオワ州立大学、ネバダ市、ハクスレー市、ストーリーシティ市に警察署がある。

## 都市と町
ストーリー郡には16の郡区、15の法人化都市、4の未編入の町がある。人口79,981人（2000年）のうち、都市部に71,114人、田園部に8.867人が住んでいる。

### 都市
| - エイムズ - ネベイダ - 郡庁所在地 - ケンブリッジ - コリンズ - コロ - ギルバート - ハクスレー - ケリー | - マクスウェル - マッコールズバーグ - ローランド - シェルダール - スレイター - ストーリーシティ - ジーリング |